# Jorge Nazer
Jorge Nazer es un empresario chileno, reconocido por ser el fundador y director ejecutivo de ALTO, compañía basada en tecnología para disminuir el riesgo operacional. Durante su carrera ha desempeñado otros cargos, como director nacional de seguridad pública del Gobierno de Chile y miembro del think tank Manhattan Institute.

## Biografía

### ALTO
Nazer cursó estudios de abogacía en la Universidad de Los Andes y tiempo después se trasladó a los Estados Unidos para vincularse al think tank Manhattan Institute, donde trabajó en temas de seguridad. En 2005 fundó la compañía ALTO, en la que desarrolló un modelo para disminuir las pérdidas del retail, producto del llamado «robo hormiga», que genera pérdidas de entre el 25 y el 30% en los ingresos de las empresas. Con el paso del tiempo, la empresa se consolidó en el mercado internacional y en la actualidad cuenta con presencia en países como Colombia, México, Perú, Ecuador, España, Estados Unidos y Chile.

### Otros proyectos
Paralelo a su trabajo con ALTO, Nazer ofició como director nacional de seguridad pública para el Gobierno de Chile a comienzos de la década de 2010, es miembro de la junta directiva de la organización sin ánimo de lucro Endeavor Chile y uno de los fundadores de la Asociación Chilena de Emprendedores y de la Asociación Latinoamericana de Emprendedores. Fue elegido como el empresario del año en Chile en 2013 y 2014 y recibió el Premio de Innovación Avonni.